# De ofrivilliga
De ofrivilliga és una pel·lícula sueca de Ruben Östlund presentat al Festival de Canes en la secció Un Certain Regard el 29 d'abril del 2009. Tracta sobre les contradiccions de la societat sueca i la relació del grup amb l'individu.